# Avenida Celso Garcia
A Avenida Celso Garcia é uma importante via arterial da Zona Leste de São Paulo, localizada entre os distritos de Brás e Penha. Constitui-se num corredor de ligação de bairros da Zona Leste com a região central da cidade, sendo passagem de diversas linhas de ônibus.
Desde a década de 1970, a avenida vive um acelerado processo de degradação na maior parte de sua extensão.
Até 1909, a avenida era denominada "rua da Intendência", quando o nome foi modificado para homenagear Afonso Celso Garcia da Luz, jornalista e advogado formado em Direito pela Faculdade de São Paulo. A troca do nome se deu após um abaixo-assinado em que 891 cidadãos assinaram pedindo que a avenida onde Celso Garcia morou até a sua morte recebesse seu nome. O documento foi apresentado à Câmara Municipal, e os vereadores enviaram uma petição ao prefeito Raimundo Duprat, fato que permitiu que a avenida fosse renomeada.